# Wapen van Noorder-Koggenland

Wapen van Noorder-Koggenland

Het wapen van Noorder-Koggenland werd op 31 januari 1980 aan de Nederlandse gemeente Noorder-Koggenland toegekend. Het wapen zou een sprekend wapen zijn, de kogge was een scheepstype. De gemeente wilde eigenlijk een platbodem met roeiers, een ander type kogge, maar dat is lastiger weer te geven in een wapen. Het wapen bleef in gebruik tot 1 januari 2007, toen de gemeente Noorder-Koggenland gefuseerd werd met Wognum en Medemblik tot de nieuwe gemeente Medemblik. De gemeente is het oude gemeentewapen blijven gebruiken, waardoor het wapen van Noorder-Koggenland geheel is komen te vervallen.
De lindeboom die in het wapen fungeert als schildhouder, is een symbool voor oude rechtspraak. Dit symbool komt in meer West-Friese wapens voor. Onder een lindeboom werd vroeger recht gesproken door de vierschaar.

## Blazoenering
De beschrijving van het wapen van de gemeente Noorder-Koggenland luidde als volgt:
In azuur een uitkomend koggeschip van goud; een golvende schildvoet, golvend gedwarsbalkt van 6 stukken, zilver en azuur. Het schild hangende aan een lint van keel in een lindeboom van natuurlijke kleur.
Het schild is blauw van kleur met daarop een kogge van goud. De schildvoet is gegolfd met afwisselend zes stukken van zilver of blauw. Het schild hangt aan een rood lint in een uitgetrokken (de wortels zijn zichtbaar) lindeboom van natuurlijke kleur. Deze voorstelling is vrij uniek, omdat een schildhouder normaal gesproken op een ondergrond hoort te staan. Alleen vliegende schildhouders behoeven geen ondergrond te hebben. Vliegende schildhouders zijn onder andere engelen, vogels en duivels. De lindeboom is tevens een verwijzing naar de Westfriese boomwapens.

## Vergelijkbare wapens
De volgende wapens hebben net als Noorder-Koggenland een (dorre) boom als element:

Wapen van Blokker
Wapen van Bovenkarspel
Wapen van Grootebroek
Het wapen van Hauwert, een dorpswapen
Wapen van Hoogwoud
Wapen van Midwoud
Wapen van Opmeer
Wapen van Scharwoude
Wapen van Schellinkhout
Wapen van Sijbekarspel
Wapen van Stede Broec
Het oude wapen van Venhuizen
Wapen van Venhuizen
Wapen van Westwoud
Wapen van Wognum